# Backträsket
Backträsket är en sjö i Piteå kommun i Norrbotten och ingår i Alterälvens huvudavrinningsområde. Sjön har en area på 0,262 kvadratkilometer och ligger 22 meter över havet. Sjön avvattnas av vattendraget Alterälven.

## Delavrinningsområde
Backträsket ingår i det delavrinningsområde (728171-175404) som SMHI kallar för Utloppet av Holmträsket. Medelhöjden är 56 meter över havet och ytan är 49,97 kvadratkilometer. Räknas de 29 avrinningsområdena uppströms in blir den ackumulerade arean 389,01 kvadratkilometer. Avrinningsområdets utflöde Alterälven mynnar i havet. Avrinningsområdet består mestadels av skog (70 procent). Avrinningsområdet har 1,51 kvadratkilometer vattenytor vilket ger det en sjöprocent på 3 procent.